# أوديت تايلر
أوديت تايلر (بالإنجليزية: Odette Tyler) هي كاتِبة وممثلة أمريكية، ولدت في 26 سبتمبر 1869 في سافانا في الولايات المتحدة، وتوفيت في 8 ديسمبر 1936 في هوليوود في الولايات المتحدة.

## وصلات خارجية
- أوديت تايلر على موقع IMDb (الإنجليزية)
- أوديت تايلر على موقع قاعدة بيانات برودواي على الإنترنت (الإنجليزية)